# Juegos Paralímpicos de Brisbane 2032
Los Juegos Paralímpicos de Brisbane 2032 (en inglés 2032 Paralympics Games) serán los decimonovenos Juegos Paralímpicos y tendrán lugar en 2032. El evento tendrá lugar en Brisbane, Australia, se celebrarán del 24 de agosto al 5 de septiembre, aproximadamente un mes después de los Juegos Olímpicos de Verano de 2032.
Será la segunda vez que Australia será sede de los Juegos Paralímpicos de Verano, después de Sídney 2000.

## Proceso de elección
Según el acuerdo entre el Comité Olímpico Internacional (COI) y el Comité Paralímpico Internacional de 2001, una ciudad que gane la candidatura para albergar los Juegos Olímpicos también organizará los Juegos Paralímpicos.

## Organización
El Comité Organizador de Brisbane para los Juegos Olímpicos y Paralímpicos de 2032 fue creado por el Gobierno de Queensland para planificar, organizar y celebrar los Juegos Olímpicos y Paralímpicos de conformidad con el contrato de sede".
En noviembre de 2022, defensores como la atleta paralímpica Karni Liddell expresaron su preocupación por la preparación de Brisbane para albergar los Juegos Paralímpicos de 2032, citando muchos casos en los que había una falta de accesibilidad adecuada para las personas con discapacidad en toda la ciudad. Liddell imploró a los organizadores de los Juegos que consultaran al sector de la discapacidad para permitir que la ciudad fuera totalmente accesible para esas personas. El gerente de Youngcare Connect (organización australiana sin ánimo de lucro que ayuda a los jóvenes con grandes necesidades de apoyo físico), Shane Jamieson, también acusó a la ciudad de estar "completamente mal preparada" para albergar los Juegos Paralímpicos, afirmando que el desarrollo futuro antes de 2032 dependería de la consulta con las personas con discapacidad. El Comisionado de Derechos Humanos de Queensland, Scott McDougall, dijo que Queensland todavía estaba rezagado en relación con la posibilidad de que el transporte público fuera totalmente accesible para las personas con discapacidad, ya que el 40% de las estaciones de tren se encuentran en el sureste de Queensland. Todavía sólo se puede acceder por escaleras.

## Los Juegos

### Nuevos deportes
En 2021, la Liga Internacional de Rugby (IRL) declaró su intención de hacer campaña para la inclusión de la liga de rugby en los Juegos Olímpicos y Paralímpicos de Verano de 2032, centrándose en la liga de rugby en silla de ruedas para los Juegos Paralímpicos y la liga de nueve para los Juegos Olímpicos.